# Internationale Schule für Schauspiel und Acting

Logo

Die  Internationale Schule für Schauspiel und Acting (ISSA) in München ist eine staatlich genehmigte, private Berufsfachschule und als solche BAföG- und stipendienberechtigt.

## Geschichte
Die Schauspielerin Ellen Zinner (* 19. September 1919; † Januar 2015) gründete 1957 das Zinner Studio. Von 1994 bis 2002 wurde die Einrichtung als Münchner Schauspielstudio von Manfred Rudolph und Christa Willschrei weitergeführt, seit 2003 trägt sie den heutigen Namen. Zwar ist die Unterrichtssprache deutsch, aber auch Schüler aus Argentinien, Georgien, Griechenland, Italien, Kroatien, Liechtenstein, Luxemburg, Österreich, Portugal, Russland, Schweiz, Serbien, Spanien, Türkei, Ukraine, Ungarn, USA und Vietnam haben hier die Ausbildung absolviert. Absolventen der ISSA wirken mittlerweile in vielen Film- und Fernsehproduktionen sowie diversen Theatern mit.

## Standort
Die Schauspielschule befindet sich in einem angemieteten Haus in der Ötztaler Straße in Sendling. In das Gebäude wurde ein eigenes Theater eingebaut, um auch Praxis im Bühnenbereich vermitteln zu können. Im Repertoire-Betrieb des Theaters werden Produktionen gezeigt, die ab dem zweiten Ausbildungsjahr erarbeitet werden. Die Lehrkräfte sind als Schauspieler, Sprecher, Regisseure und Autoren für Theater, Film, Rundfunk und Fernsehen tätig.

## Bekannte Absolventen
Bekannte Schüler des Zinner Studio sind Lioba Albus, Nadeshda Brennicke, Markus Fennert, Holger Fuchs, Margita Haberland, Michael Jäger, Horst Kummeth, Liane Forestieri, Michael Lesch, Michael Jacques Lieb, Philipp Moog, Barbara Rudnik, Peter Ketnath, Alexander-Klaus Stecher, Robinson Reichel, Kai Wiesinger und Christian Wittmann.
Als Absolventen der Schule sind Bernhard Bozian, Marco Eschrich, Winfried Frey, Marcus Grüsser, Adam Jaskolka, Friederike Lohrer, Mascha Müller, Inka Meyer, Rosetta Pedone, Bela Klentze, Katharina Küpper und Oliver Scheffel, Philip Birnstiel und Darya Gritsyuk bekannt geworden.